# Kalvill

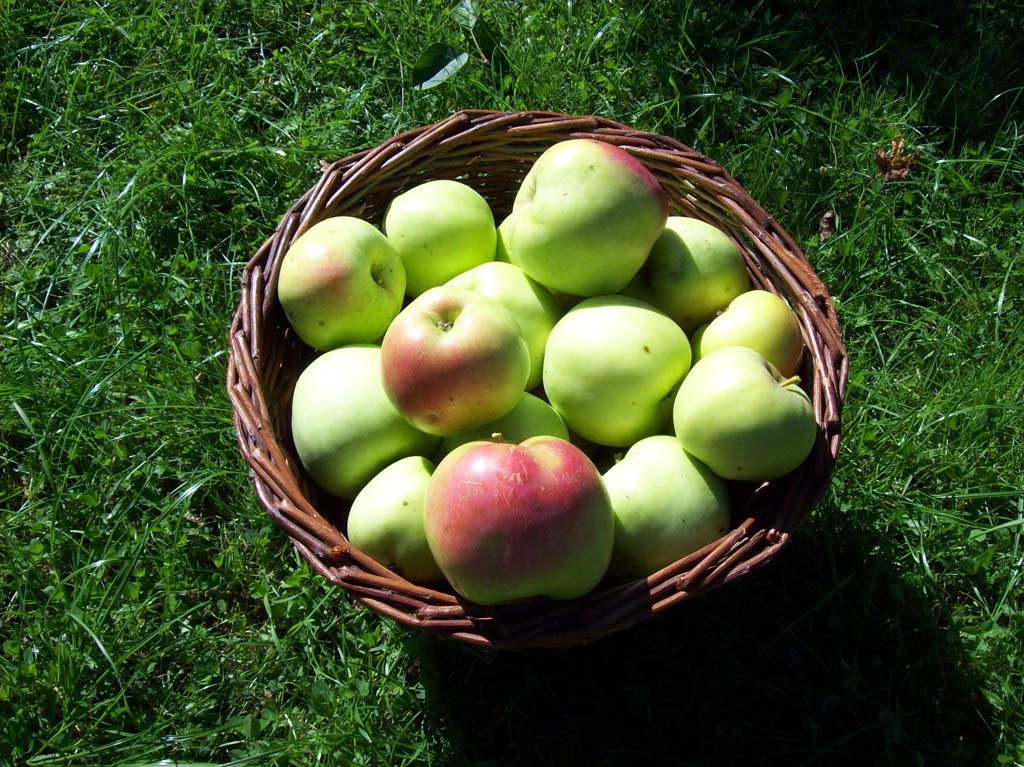
Filippa är av typen kalvill.

Diel-Lucas delade på 1800-talet in äpplen i vissa grupper. Kalviller är en av dessa grupper.
Kalvill är en typ av äpple som främst kännetecknas av låg syrahalt och låg tanninhalt, många kalviller har en form som är knölig och åsig (kantäpple). En kalvill har ofta en bredd av 60/80mm. Kalviller är kända på grund av sin fina arom, som ofta påminner om hallon/jordgubbar. På vissa kalviller som har en stark röd färg är fruktköttet till färgen rött (som hos Röd Höstkalvill), och ger en röd äpplemust. Kalviller finns beskrivna redan på 1500-talet.
Gränsen mellan kalviller och andra äpplesorter är dock svår att dra. 
Den tyske pomologen Th. Engelbrecht räknade in Sävstaholm i kalvillernas grupp vilket andra pomologer vanligtvis inte gör.
Th. Engelbrecht delade in kalvillerna i tre klasser;
1. Grundfärgade kalviller
2. Strimmiga kalviller exempelvis Gravensteiner, Mecklenburger kantäpple.
3. Täckfärgade kalviller exempelvis; Röd Höstkalvill, Röd Vinterkalvill, Röd Sommarkalvill.

Vid den stora fruktutställningen i Köpenhamn år 1875 delades kalvillerna in i Egentliga kalviller och halvkalviller.
Exempel på Egentliga kalviller är: De sorter vars namn slutar på kalvill samt Stenkyrke, Gravensteiner, Gul Richard, Grand Richard, Maglemer.
Exempel på halvkalviller är Skovfoged, Princess Noble, Melon, Höstcitronäpple, Keswick Codlin.
Några exempel på kalviller är Vit Vinterkalvill, Cornish Gilliflower, Melonkalvill, Arnmans gula höstkalvill, Röd Höstkalvill, samt Strimmig vinterkalvill. Sen finns det även kalviller som är av denna typ men ej namngivna därefter, som exempelvis Signe Tillisch och Filippa.